# Polanen (stam)

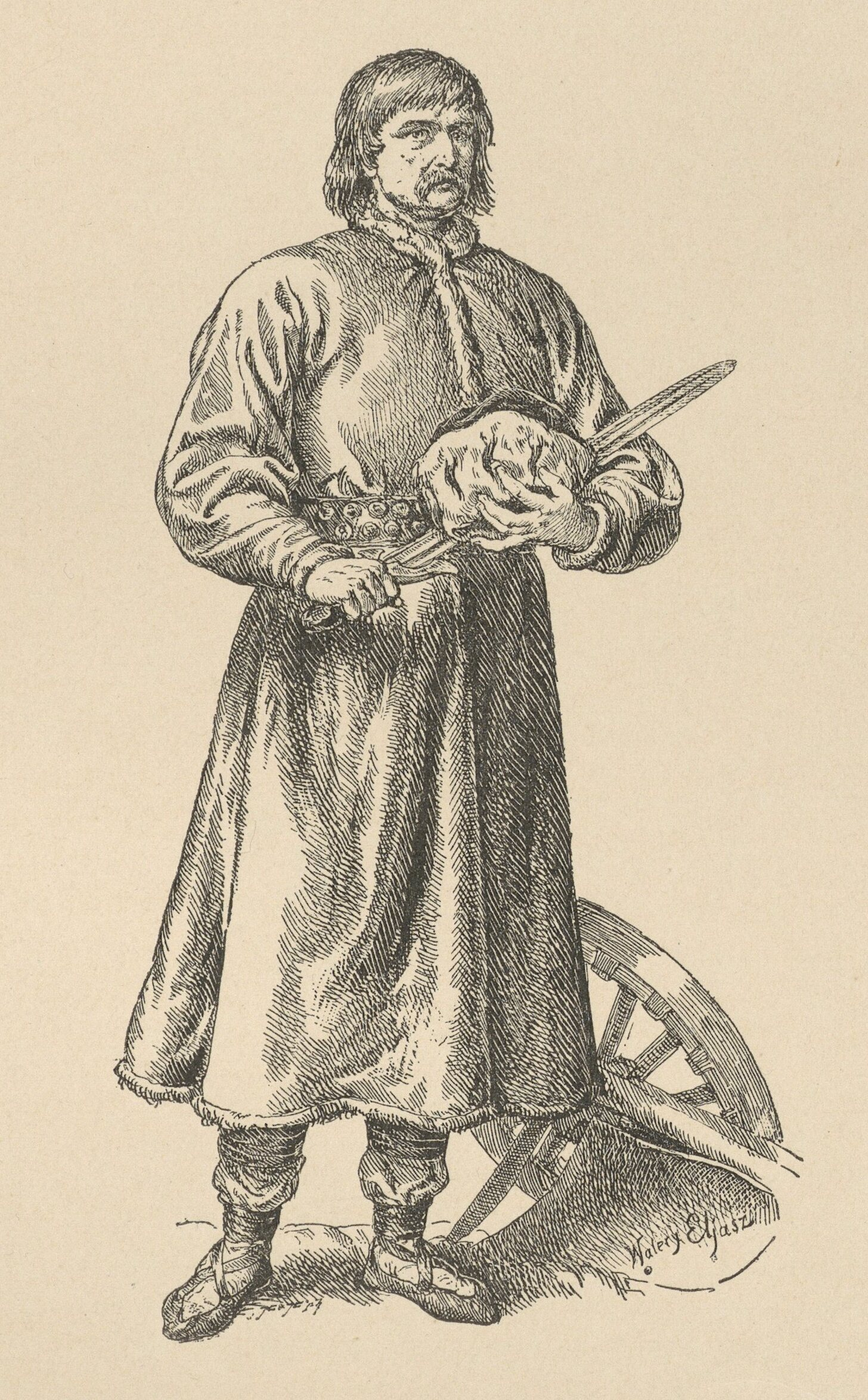
Polanie

De Polanen waren een West-Slavische stam die van de 8e eeuw af het historische Groot-Polen bevolkte. Midden 9e eeuw werden de Polanen (letterlijk: de mensen van het veld), die zich gevestigd hadden aan de oevers van de rivier de Warta bij het tegenwoordige Poznań, de dominante stam in deze regio. 
Volgens de legende slaagde een hoofdman genaamd Piast erin om de verschillende stammen samen te brengen in een politieke eenheid en noemde de streek Polska, of Polen, naar de naam van de stam. 
De vroegst bekende heerser was hertog Mieszko I. Volgens de latere geschiedschrijving zou hij van Piast afstammen, hoewel daar geen bewijzen voor zijn. Hij bekeerde zich in 966 tot het christendom. Dit werd beschouwd als het formele begin van de Poolse staat.